# Kościół św. Józefa Robotnika w Lubiechowie Górnym
Kościół św. Józefa Robotnika w Lubiechowie Górnym – katolicki kościół filialny zlokalizowany we wsi Lubiechów Górny w gminie Cedynia, w powiecie gryfińskim (województwo zachodniopomorskie). Jest filią parafii Matki Bożej Częstochowskiej w Czachowie.

## Historia i architektura
Wniesiony z granitowych ciosów kościół jest budowlą salową, usytuowaną na planie prostokąta o wymiarach 16,7 × 9,95 m. Wybudowany został w XIII wieku, nawę nadbudowano w późnym średniowieczu. Kryty jest dwupołaciowym dachem. Od strony zachodniej do kościoła przylega wieża w konstrukcji kamienno-ceglanej, z klatką schodową wewnątrz. Około 1880 roku kościół został przebudowany w stylu neorenesansowym. Po II wojnie światowej kościół został rekonsekrowany jako świątynia katolicka pod koniec 1946 roku.
W przyziemiu wieży znajduje się czterouskokowy portal wejściowy, na którego lewym ościeżu umieszczony jest symbol murarski szachownicy ułożonej z rombów. W ścianie południowej widoczne są dwa zamurowane portale ostrołukowe, w ścianie wschodniej natomiast trzy zamurowane okna. Obecne okna kościoła są poszerzone i zostały wymurowane podczas XIX-wiecznej neorenesansowej przebudowy.
Wnętrze kościoła nakryte jest drewnianym stropem. Z historycznego wyposażenia zachowały się: neogotycka ambona, XIX-wieczny prospekt organowy, chrzcielnica i ławki. W oknach kościoła znajdują się witraże.
Do kościoła przylega zabytkowy cmentarz, otoczony kamiennym murem z bramą, na którym zachowały się krzyże poległych w I wojnie światowej.